# Нетотиентное число
В теории чисел под нетотиентным числом понимается положительное целое число n, не являющееся значением функции Эйлера, то есть не входящее в область значений функции Эйлера φ. Таким образом, для нетотиентного числа уравнение φ(x) = n не имеет решений. Другими словами, n – нетотиентное число, если не существует целого числа x, имеющего ровно n взаимно простых чисел меньших его. Все нечетные числа нетотиенты за исключением 1, поскольку функция Эйлера принимает только чётные значения.
Первые пятьдесят чётных нетотиентых чисел:
14, 26, 34, 38, 50, 62, 68, 74, 76, 86, 90, 94, 98, 114, 118, 122, 124, 134, 142, 146, 152, 154, 158, 170, 174, 182, 186, 188, 194, 202, 206, 214, 218, 230, 234, 236, 242, 244, 246, 248, 254, 258, 266, 274, 278, 284, 286, 290, 298, 302 последовательность A005277 в OEIS
Чётное нетотиентное число может быть на единицу больше простого числа, но никогда на единицу меньше, поскольку все числа меньшие простого, по определению, взаимно просты с ним. Выразим это формально: для простого p функция Эйлера φ(p) = p − 1. Также прямоугольное число p(p − 1) определённо не является нетотиентным в случае простого p, поскольку  φ(p2) = p(p − 1).
Существует бесконечно много нетотиентных чисел, так как существует бесконечно много простых p, таких что все числа вида 2ap нетотиентны.